# Cephalopholis polyspila
Cephalopholis polyspila is een  straalvinnige vissensoort uit de familie van zaag- of zeebaarzen (Serranidae). De wetenschappelijke naam van de soort werd voor het eerst geldig gepubliceerd in 2000 door Randall & Satapoomin.
De soort staat op de Rode Lijst van de IUCN als niet bedreigd, beoordelingsjaar 2008.